# James Toseland
James Toseland (né le 5 octobre, 1980 à Rotherham, Angleterre), est un pilote de vitesse moto britannique qui a gagné le Championnat du monde Superbike en 2004 au guidon d'une Ducati, ainsi qu'en 2007 cette fois-ci au guidon d'une Ten Kate Honda. Il évoluera en MotoGP en 2008 avec l'écurie Tech 3 avant de revenir au championnat du monde Superbike en 2010. Il a arrêté la compétition moto après l'épreuve du Nürburgring 2011 à cause d'une micro-fracture au poignet droit.
Toseland est aussi pianiste et chanteur, il a longtemps joué avec son groupe Crash, dont il s'est séparé en 2012 pour enregistrer son premier album solo.

## Carrière

### Les débuts
Toseland a commencé sa carrière au Royaume-Uni dans les Superteen series. Ensuite, à la fin des années 1990, il domine les Honda CB500 cup series à l'âge de 17 ans. Il obtient un guidon Supersport Honda et gagne des courses au niveau national. Grâce à ces bonnes performances, il est signé par l'équipe d'usine de Honda pour laquelle il pilotera deux ans avec des résultats variés et pas mal de blessures.

### Arrivée en Superbike
Il rejoint le Championnat Superbike britannique en 2000 au guidon d'une Paul Bird Vimto et obtient de bons résultats avec sa Honda VTR. La saison suivante, alors âgé de 20 ans, il rejoint l'équipe GSE avec pour coéquipier Neil Hodgson en Championnat du monde Superbike. N'ayant jamais atteint le top 5 ni du championnat britannique, ni du championnat du monde Superbike, ses débuts sont moins bons que ceux de Hodgson. Mais fin 2002, il est dorénavant à la lutte pour le top 5 et il finit le championnat du monde Superbike à la 7e place. En 2003, son équipe est plus compétitive que jamais, ce qui lui permet de remporter sa première course à Oschersleben et de finir à la 3e place du championnat.

### Le titre en 2004

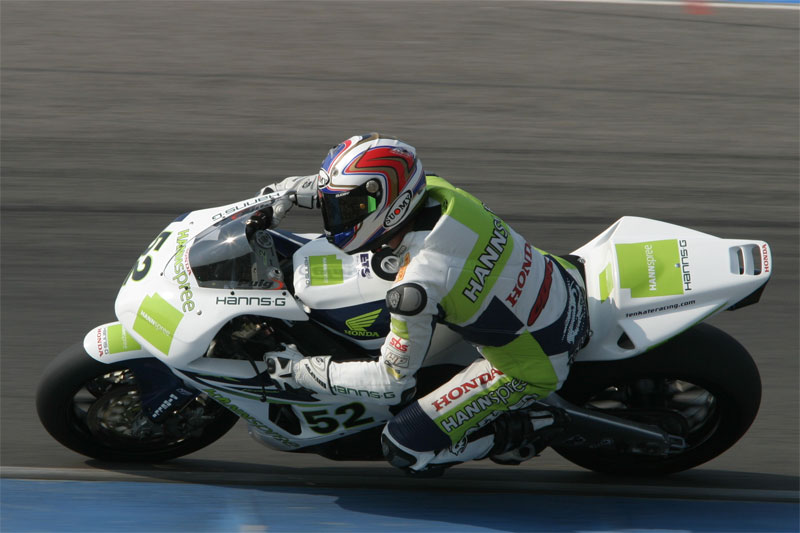
James Toseland, en Superbike en 2007

En 2004, Toseland rejoint l'équipe d'usine de Ducati en tant que second pilote derrière l'expérimenté Régis Laconi, mais il remporte finalement le championnat lors de la dernière course devançant ses concurrents pour le titre Laconi et Chris Vermeulen. La saison 2005 est plus difficile pour lui. Son équipe a moins de soutien et le retour de Suzuki et Yamaha ainsi que le grand nombre de pilotes chez Honda (5), mettent fin à la domination de Ducati. Troy Corser remporte le titre au guidon d'une Suzuki et Toseland doit se contenter de la 5e place au championnat.
En 2006, Toseland rejoint l'équipe Winston Ten Kate Honda racing team à la place de Vermeulen, avec pour équipier l'australien Karl Muggeridge. Il remporte la 1re course au Qatar, et finit finalement 2e derrière Troy Bayliss au championnat. Il est également contacté pour remplacer Toni Elías, blessé, de l'équipe Fortuna Honda lors d'une course MotoGP, mais l'opportunité n'aboutit pas pour des problèmes de sponsor.
Toseland était lié avec l'écurie MotoGP d'Antín, équipe satellite de la Ducati officielle, pour 2006, et il a reçu une offre pour piloter avec eux en 2007. Mais, les résultats de l'équipe d'Antín n'étant pas très bons les années précédentes, Toseland déclina l'offre, ne voulant pas d'une moto qui ne soit pas compétitive.

### Saison Superbike 2007
En 2007, Toseland continue donc avec l'équipe Winston Honda en championnat du monde Superbike. Pour la première manche de la saison au Qatar, et pour la 2e à Phillip Island, il prend la 1re et la 2e place à chaque fois. Il gagne ensuite une course à chaque fois lors des cinq manches suivantes. À Assen, il aurait pu gagner les deux courses mais il est battu par Bayliss pour 0,009 secondes. Finalement, il réalise son premier doublé (victoire lors des deux courses) en championnat du monde Superbike à Brands Hatch le 5 août, ce qui lui permet de posséder 66 points d'avance au championnat. À Magny-Cours pour les 2 dernières manches du championnat, il remporte pour la deuxième fois le titre de champion du monde Superbike. Il fait la pole position mais ne termine qu'à la 7e place de la première course. Finalement, il se contente de contrôler la deuxième course dans laquelle il se classe 6e, ce qui lui permet de garder 2 points d'avance sur le vainqueur des deux courses Noriyuki Haga (415 pts contre 413) qui ravit la deuxième place au championnat à Max Biaggi.

### Arrivée en MotoGP en 2008

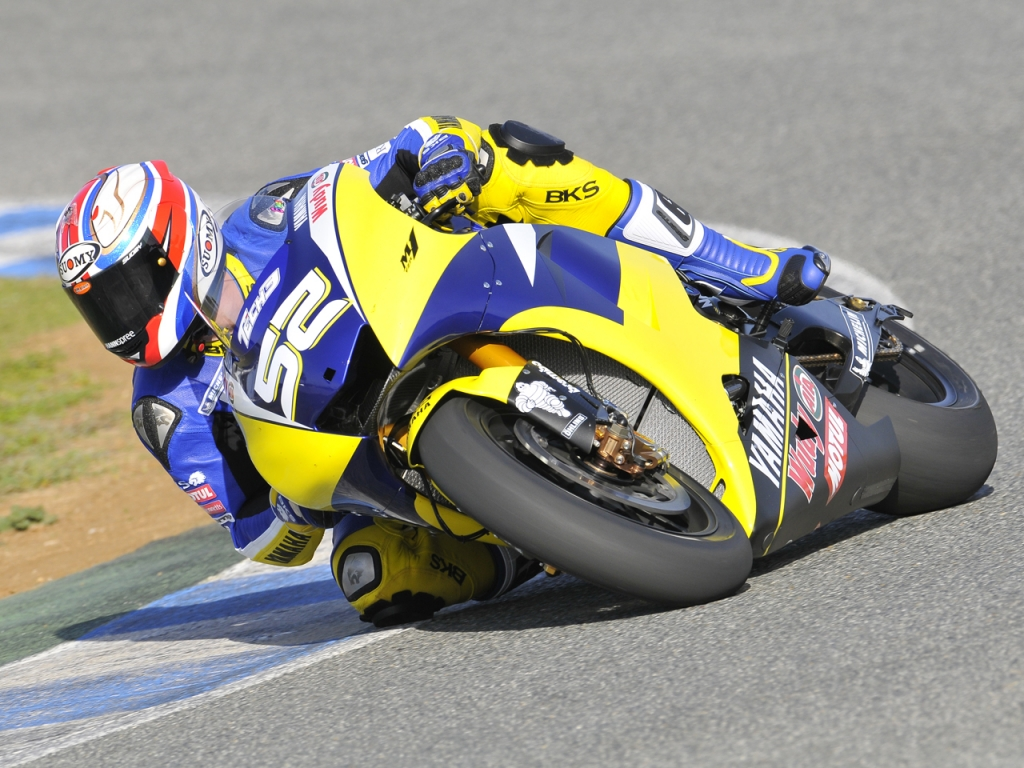
James Toseland en MotoGP, en 2008

Toseland était toujours lié avec l'équipe d'Antín, bien que des rumeurs l'ont aussi annoncé chez Honda, et Ten Kate essayait de le garder avec eux pour 2008, mais il a confirmé son arrivée en MotoGP en 2008 le 1er août 2007 quand il a annoncé sa signature pour un an chez l'équipe française Tech 3 Yamaha, équipe satellite de Yamaha.
Au 1er août 2007, l'équipement de l'écurie Tech 3 pour 2008 n'a pas encore été annoncé mais il y a de grandes chances pour que Yamaha intensifie son soutien à son écurie satellite et pour que le manufacturier de pneus Dunlop, aux performances très basses, soit remplacé. De plus, Toseland aura pour équipier Colin Edwards, l'ancien coéquipier de Valentino Rossi, qui cède sa place au sein de l'équipe officielle Yamaha à Jorge Lorenzo.Son meilleur classement seront trois sixièmes places.

### Retour en mondial superbike en 2010
Pour la saison 2010 James Toseland a été échangé contre Ben Spies qui fait le chemin inverse. Il courra dans l'équipe Yamaha sterilgarda .Il aura pour coéquipier, le champion du monde Supersport 2009, Cal Crutchlow.
Mais James Toseland se fait régulièrement dominer par son compatriote où il n'obtient que 4 podiums en 26 courses pour terminer la saison à la 9e place.

### Fin de carrière en 2011
Yamaha ne garde pas James Toseland pour la saison 2011 et trouve un guidon dans la nouvelle équipe BMW MOTORRAD ITALIA SBK TEAM, équipe satellite de l'équipe BMW MOTORRAD TEAM et qui provient du championnat du monde 1000 Superstock. L'anglais a pour coéquipier l'italien Ayrton Badovini. Après un mauvais début de saison à Phillip Island où il termine 17e de la course 1 et 14e place à la course 2, James Toseland se fracture le poignet droit lors des tests sur le circuit d'Aragon. Il est d'abord remplacer par Makoto Tamada puis par Lorenzo Lanzi. Il revient sur le circuit de Miller aux États-Unis pour terminer la course 1 à la 15e avant de déclarer forfait de nouveau pour la course 2. James Toseland est de retour en piste pour l'épreuve de Silverstone et après une nouvelle chute lors de la course 2 de l'épreuve de Nürburgring, la douleur au poignet droit revient. James Toseland décide à presque 31 ans, d'arrêter sa carrière moto avec effet immédiat.

## Résultats

### Championnat Superbike britannique
- 2000 : Paul Bird Vimto Honda

### Championnat du monde Supersport
- 1998 : Castrol Honda (19e)
- 1999 : Castrol Honda (11e)

### Championnat du monde Superbike
- 2001 : GSE (13e)
- 2002 : GSE (7e)
- 2003 : GSE (3e)
- 2004 : Ducati (Champion)
- 2005 : Ducati (5e)
- 2006 : Winston Ten Kate Honda (2e)
- 2007 : Hannspree Ten Kate Honda (Champion)
- 2010 : Yamaha Sterilgarda (9e)
- 2011 : BMW Motorrad Italia SBK Team (22e)

### MotoGP
- 2008 : Yamaha Tech 3 (11e)
- 2009 : Yamaha Tech 3 (14e)

## Vie privée
Passionné de musique, James Toseland est coutumier des concerts, qu'il a souvent donné avec son groupe Crash, parfois en marge de courses moto. Il s'est séparé de son groupe en 2012 pour enregistrer un premier album solo. Il est marié à la chanteuse Katie Melua.